# Фуат Йилдиз
Фуат Йилдиз (нім. Fuat Yıldız; нар. 1 квітня 1965, Єнігазі, провінція Карс) — турецький та німецький борець греко-римського стилю, бронзовий призер молодіжного чемпіонату світу, бронзовий призер Ігор Балтійського моря, учасник Олімпійських ігор.

## Життєпис
Фуат Їлдіз є братом греко-римського борця Рифата Їлдиза, який є чемпіоном та срібним призером чемпіонатів світу, чемпіоном та чотириразовим бронзовим призером чемпіонатів Європи, срібним призером Олімпійських ігор. Сім'я Йилдизів походить з Туреччини, брати народились в один день у чеченському селі Єнігазі у провінції Карс, але вони не є близнюками, або навіть рідними братами, а є зведеними братами з однаковою датою народження. Фуат і Рифат виросли в Західній Німеччині, і отримали німецьке громадянство в 1987 році.
На Олімпійських іграх у Барселоні в 1992 році Фуат посів четверте місце у змаганнях з греко-римської боротьби в напівлегкій вазі.
На національному рівні Фуат Йилдиз п'ять разів ставав чемпіоном Німеччини в 1989-1990 та 1994-1996 роках. Виступав за клуб «AC Bavaria Goldbach» Гольдбах.

## Спортивні результати на міжнародних змаганнях

### Виступи на Олімпіадах
| Змагання                    | Збірна    | Вагова категорія                 | Місце |
| --------------------------- | --------- | -------------------------------- | ----- |
| Літні Олімпійські ігри 1992 | Німеччина | греко-римська боротьба, до 48 кг | 4     |

### Виступи на Чемпіонатах світу
| Змагання                        | Збірна    | Вагова категорія                 | Місце |
| ------------------------------- | --------- | -------------------------------- | ----- |
| Чемпіонат світу з боротьби 1994 | Німеччина | греко-римська боротьба, до 48 кг | 11    |

### Виступи на Чемпіонатах Європи
| Змагання                         | Збірна    | Вагова категорія                 | Місце |
| -------------------------------- | --------- | -------------------------------- | ----- |
| Чемпіонат Європи з боротьби 1986 | Німеччина | греко-римська боротьба, до 48 кг | 5     |
| Чемпіонат Європи з боротьби 1988 | Туреччина | греко-римська боротьба, до 48 кг | 5     |
| Чемпіонат Європи з боротьби 1990 | Німеччина | греко-римська боротьба, до 48 кг | 5     |
| Чемпіонат Європи з боротьби 1992 | Німеччина | греко-римська боротьба, до 48 кг | 5     |
| Чемпіонат Європи з боротьби 1994 | Німеччина | греко-римська боротьба, до 48 кг | 10    |
| Чемпіонат Європи з боротьби 1996 | Німеччина | греко-римська боротьба, до 48 кг | 12    |

### Виступи на Ігор Балтійського моря
| Змагання                    | Збірна    | Вагова категорія                 | Місце  |
| --------------------------- | --------- | -------------------------------- | ------ |
| Ігри Балтійського моря 1993 | Німеччина | греко-римська боротьба, до 48 кг | Бронза |

### Виступи на інших змаганнях
| Змагання                           | Збірна    | Вагова категорія                 | Місце  |
| ---------------------------------- | --------- | -------------------------------- | ------ |
| Гран-прі Німеччини з боротьби 1984 | Туреччина | вільна боротьба, до 48 кг        | 6      |
| Гран-прі Німеччини з боротьби 1985 | Туреччина | вільна боротьба, до 48 кг        | Бронза |
| Гран-прі Німеччини з боротьби 1986 | Туреччина | вільна боротьба, до 48 кг        | 4      |
| Гран-прі Німеччини з боротьби 1987 | Німеччина | греко-римська боротьба, до 48 кг | Бронза |
| Гран-прі Німеччини з боротьби 1988 | Німеччина | греко-римська боротьба, до 48 кг | 4      |
| Гран-прі Німеччини з боротьби 1989 | Німеччина | греко-римська боротьба, до 48 кг | 5      |
| Золотий Гран-прі з боротьби 1990   | Німеччина | греко-римська боротьба, до 48 кг | Бронза |
| Гран-прі Німеччини з боротьби 1990 | Німеччина | греко-римська боротьба, до 48 кг | Бронза |
| Золотий Гран-прі з боротьби 1992   | Німеччина | греко-римська боротьба, до 48 кг | Срібло |
| Гран-прі Німеччини з боротьби 1992 | Німеччина | греко-римська боротьба, до 48 кг | Срібло |
| Гран-прі Німеччини з боротьби 1994 | Німеччина | греко-римська боротьба, до 48 кг | Золото |

### Виступи на змаганнях молодших вікових груп
| Змагання                                     | Збірна    | Вагова категорія                 | Місце  |
| -------------------------------------------- | --------- | -------------------------------- | ------ |
| Чемпіонат світу з боротьби серед молоді 1985 | Німеччина | греко-римська боротьба, до 48 кг | Бронза |